# Gert Smolka
Gert Smolka (* 5. Januar 1955 in Mannheim) ist ein deutscher Informatiker.

## Leben
Smolka studierte Informatik an der Cornell University und an der Universität Karlsruhe, ebenda erhielt er 1982 sein Informatik-Diplom. 1989 wurde er an der Universität Kaiserslautern promoviert. Smolka hält seit 1990 einen Lehrstuhl an der Universität des Saarlandes, Fachrichtung Informatik, wo er auf dem Gebiet der Programmiersysteme lehrt und forscht. Einer seiner Schwerpunkte ist die Logik.
Zusammen mit seinen Studenten hat er die Programmiersprachen Oz und Alice entwickelt. 
Am 18. Juni 2001 wurde Smolka auf dem Campus der Saar-Uni von einem seiner Studenten durch einen Bauchschuss lebensgefährlich verletzt.

## Schriften (Auswahl)
- Programmierung – eine Einführung in die Informatik mit Standard ML. Oldenbourg, München 2008, ISBN 978-3-486-58601-5.